# Yulon Motor

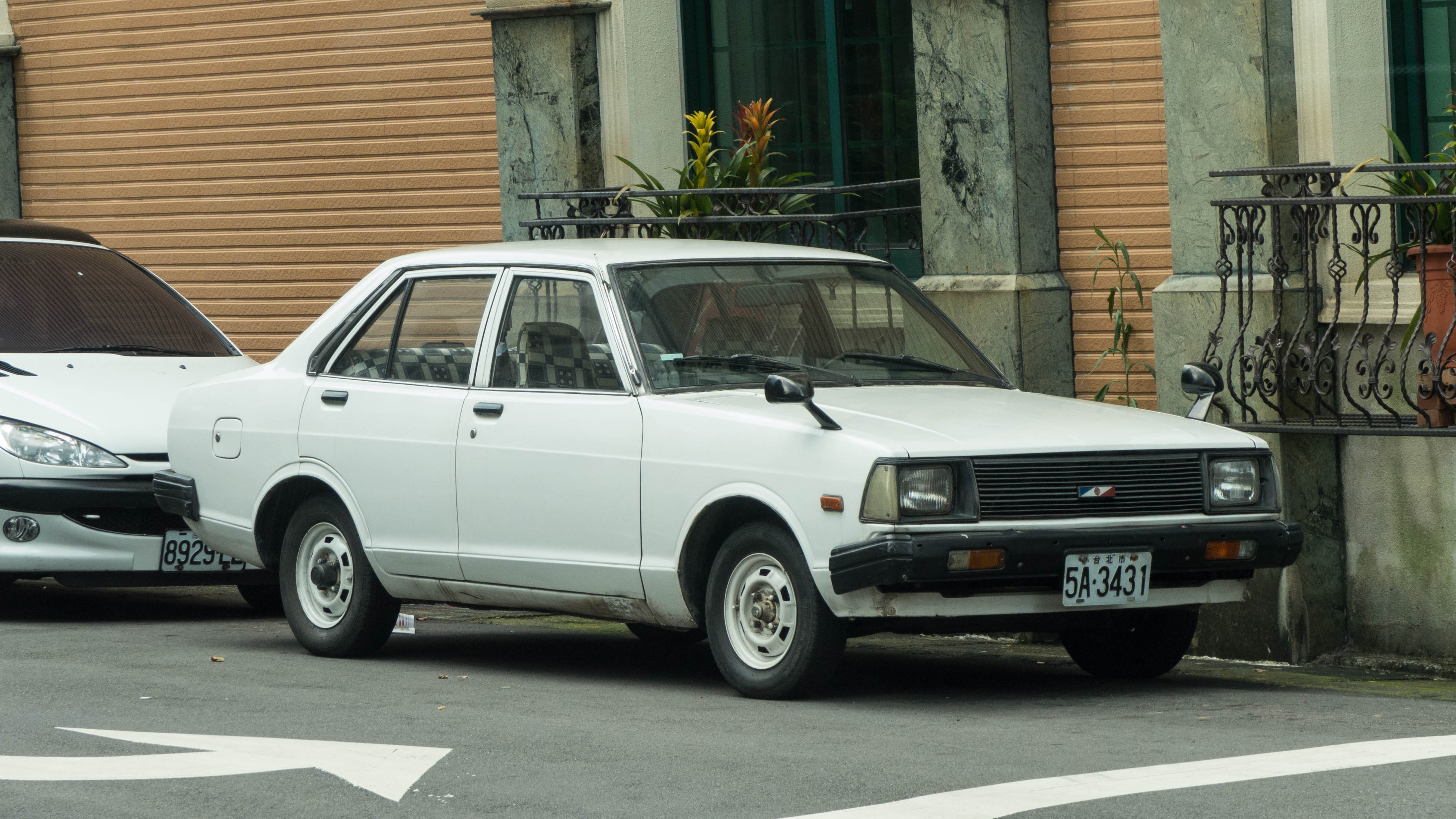
YLN 303, entspricht Datsun Sunny B310 (1977–1981)

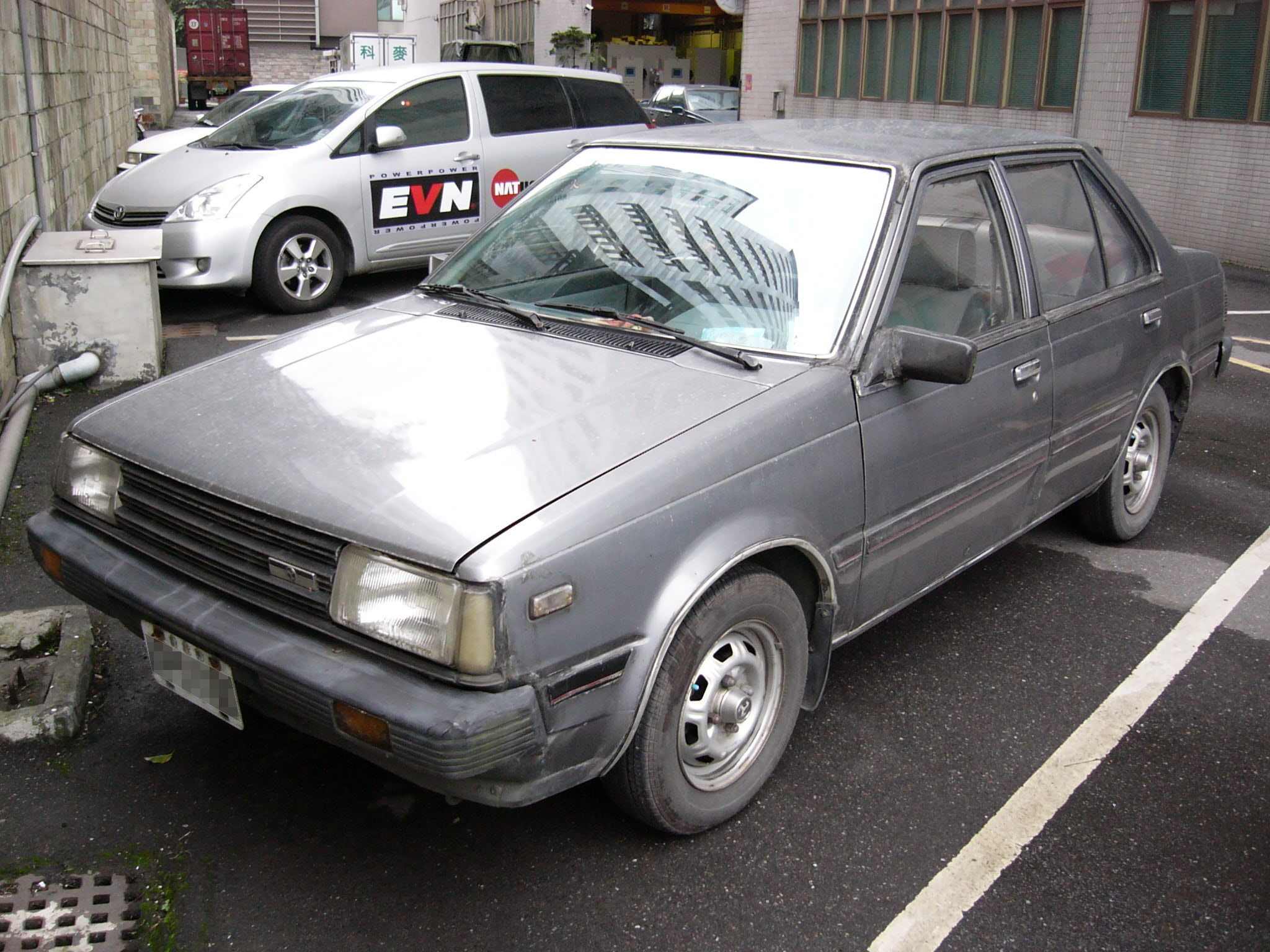
YLN 311, entspricht Datsun Sunny B11 (1981–1985)

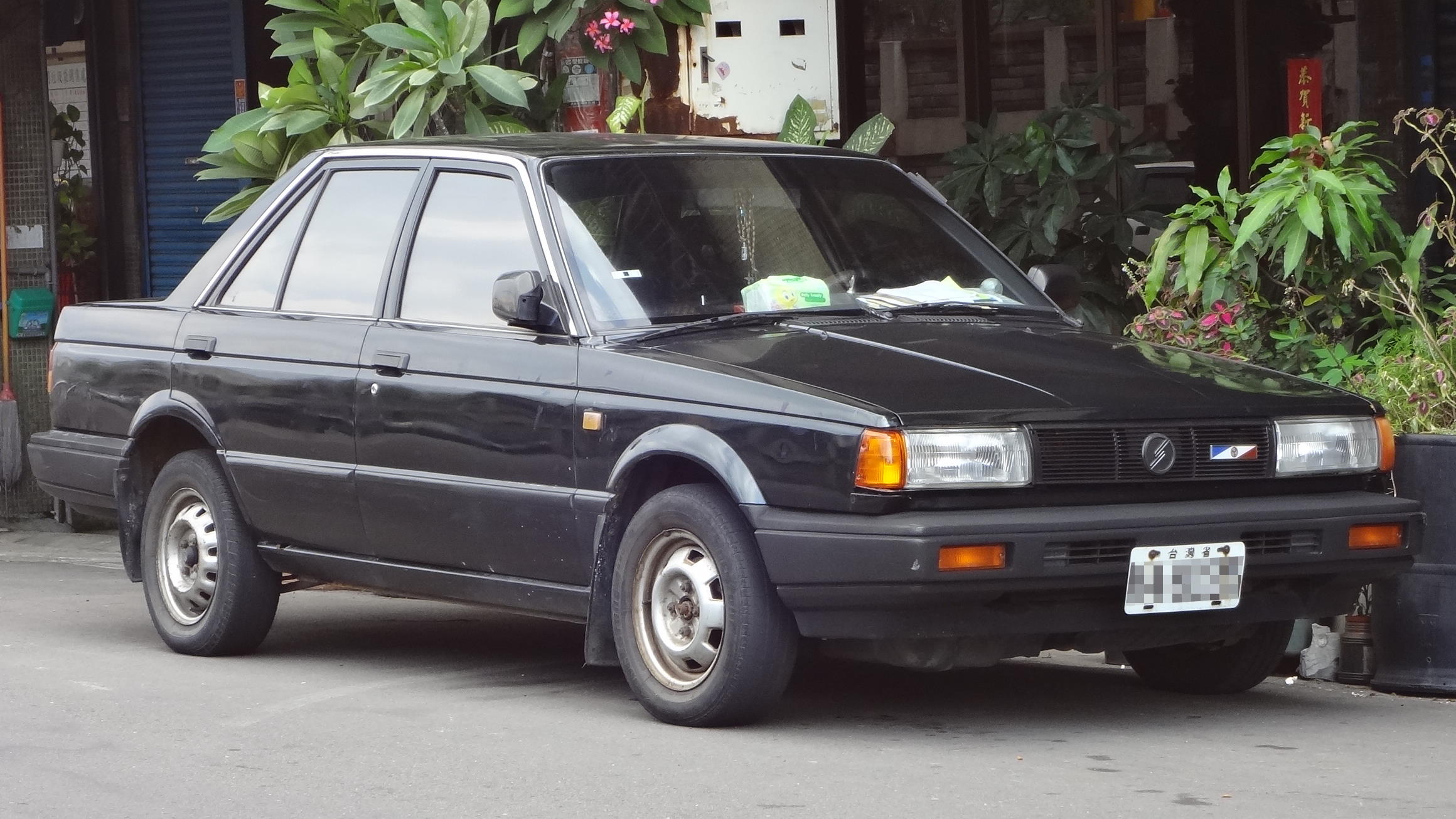
YLN 321, entspricht Nissan Sunny B12 (1985–1990)

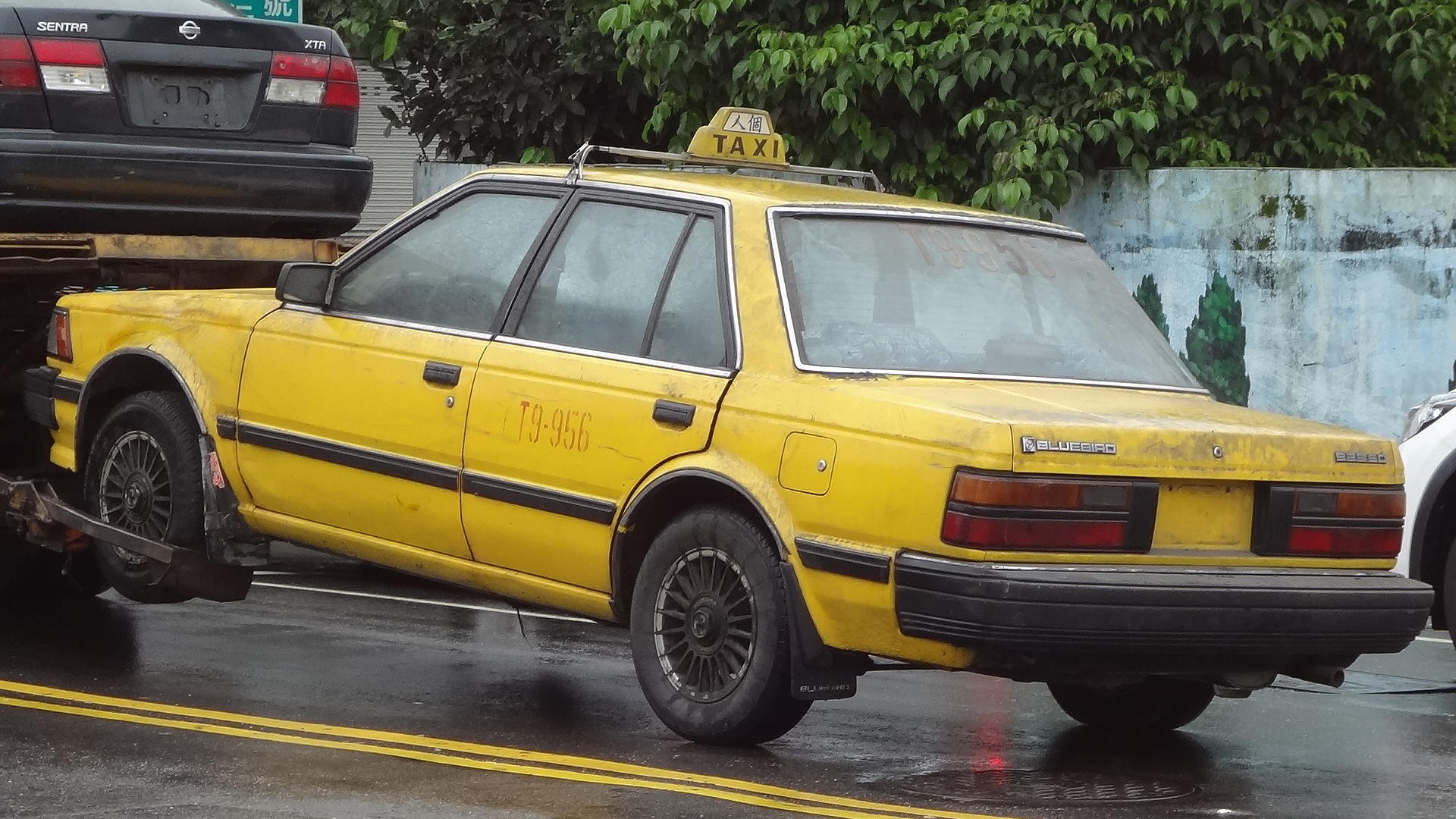
YLN 923, entspricht Nissan Bluebird U11 (1983–1986)

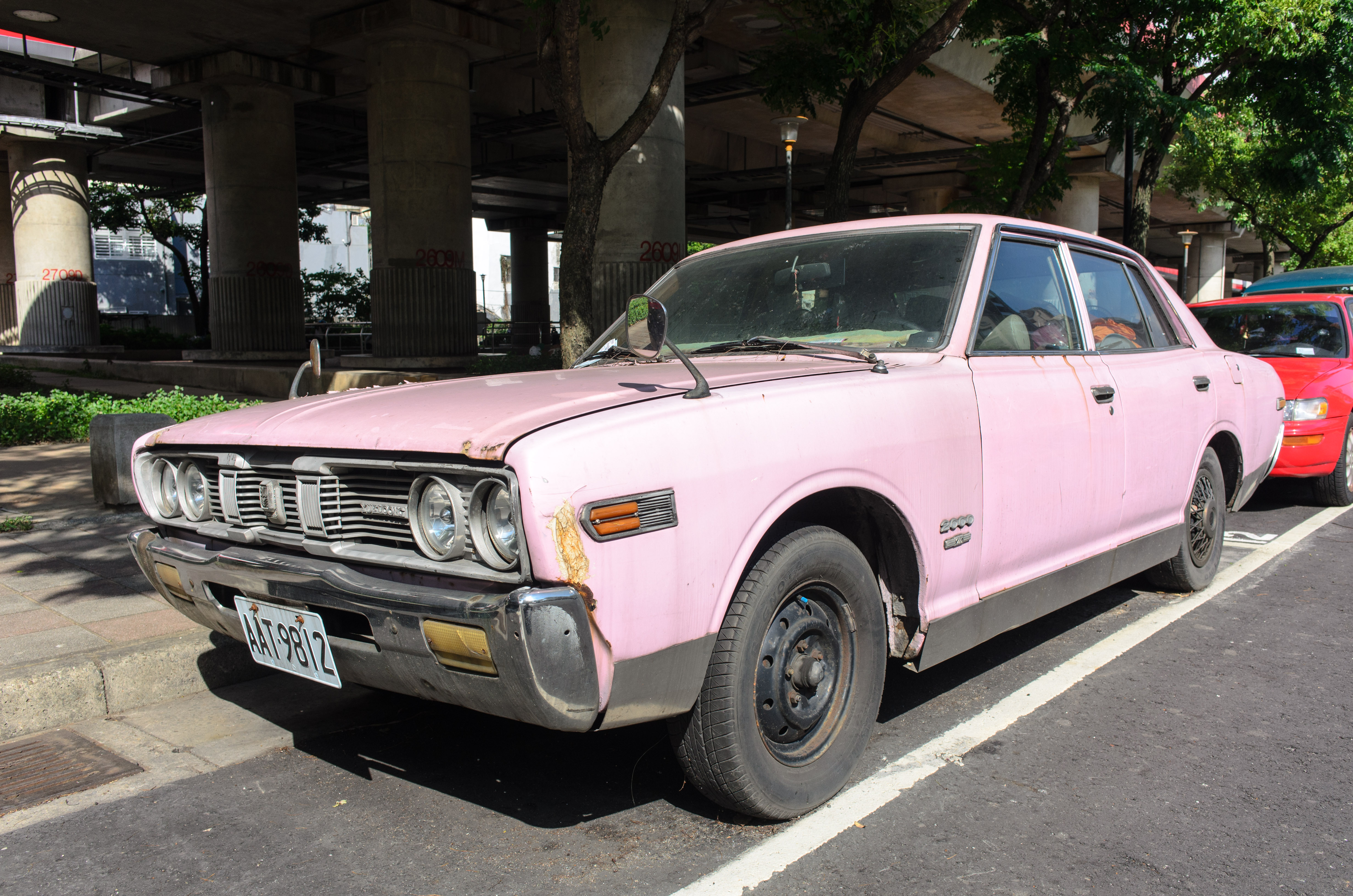
YLN 802, entspricht Datsun Cedric 230 (1971–1975)

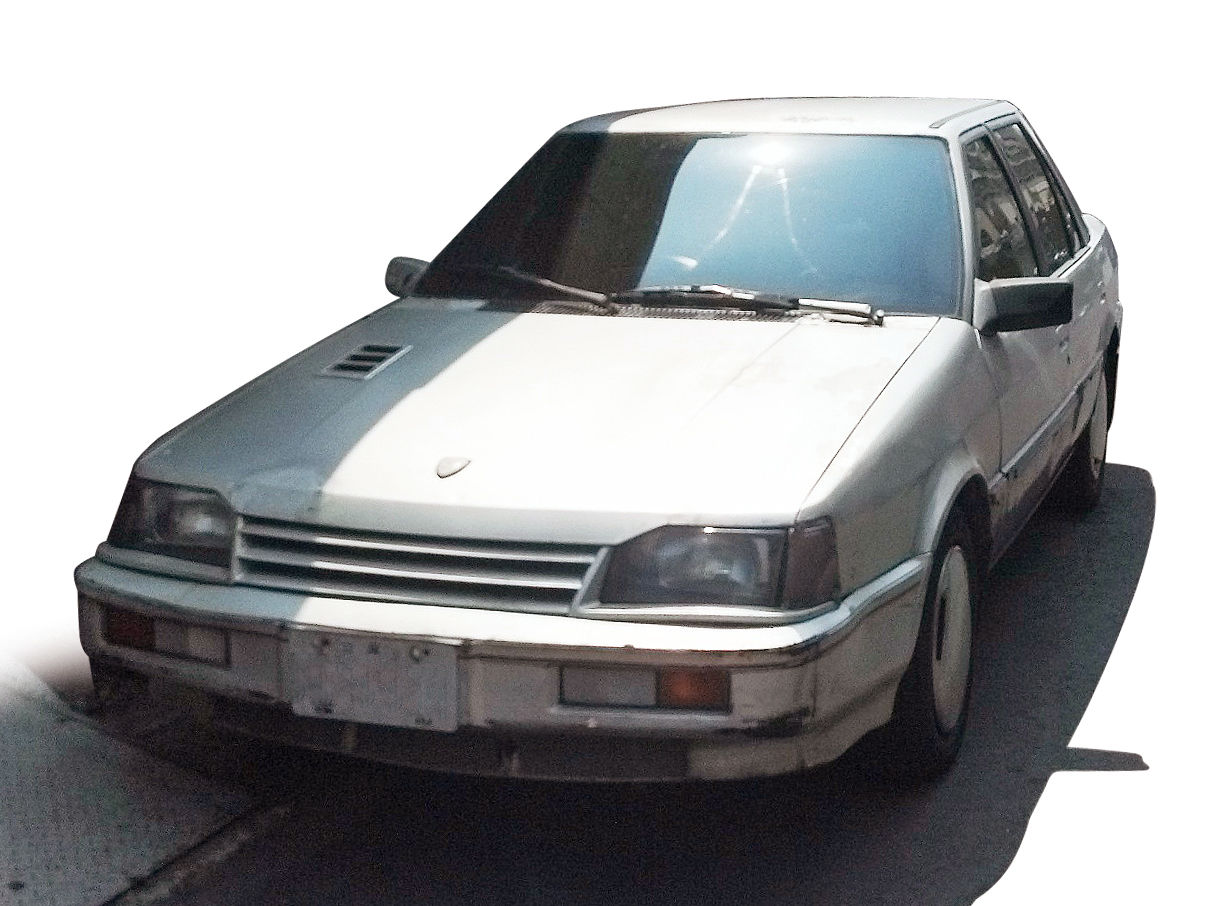
YLN Feeling 101

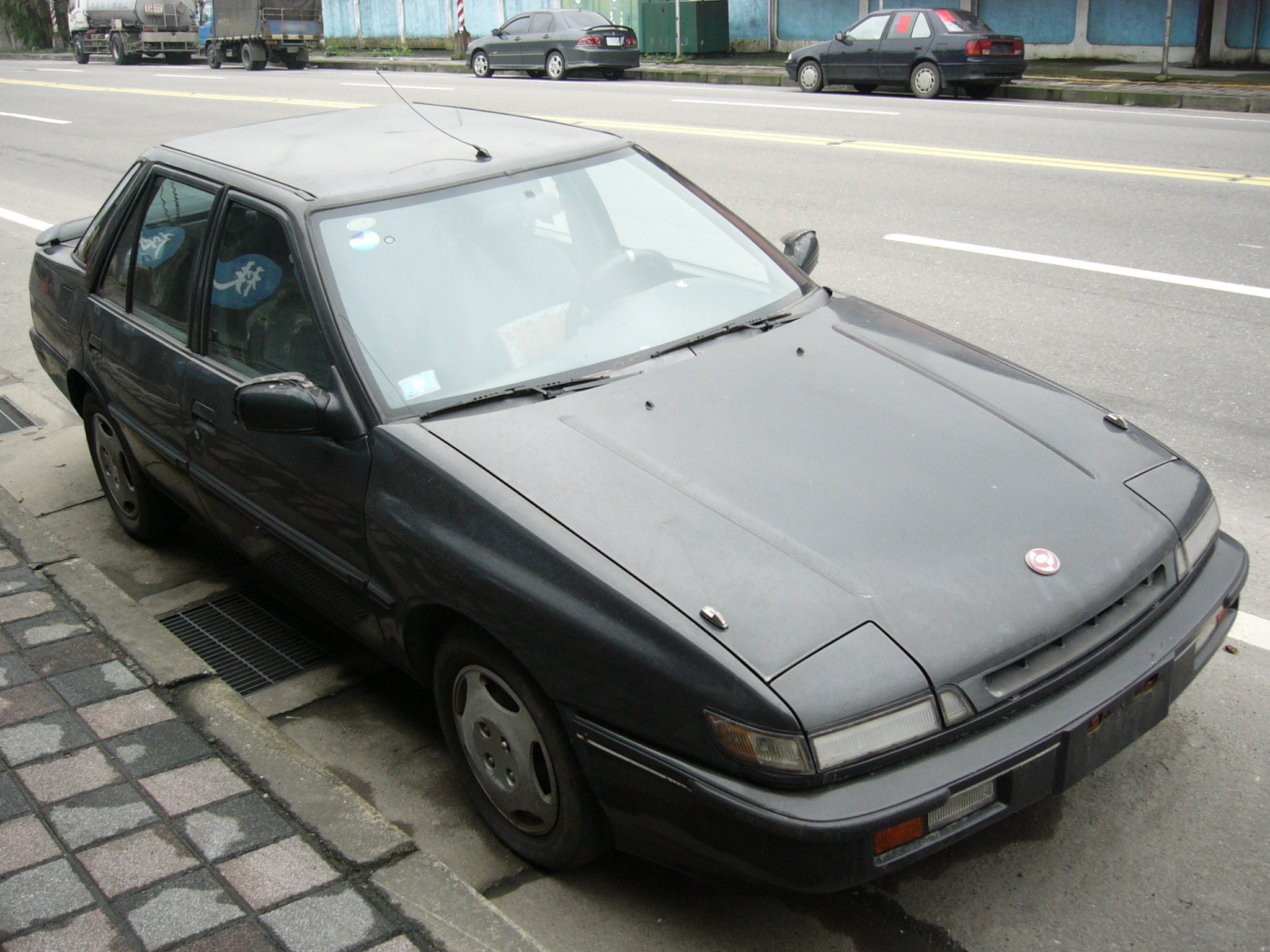
Yulon Arex

Yulon Motor Co. Ltd., zuvor Yulon Machinery Co. Ltd., ist ein Hersteller von Automobilen aus der Republik China (Taiwan). Anstelle von Yulon findet sich auch die Schreibweise Yue Loong für das Unternehmen.

## Unternehmensgeschichte
Ching-Ling Yen (gestorben 1981) gründete am 19. September 1953 das Unternehmen Yulon Machinery Co. Ltd. 1956 begann die Produktion von Automobilen. 1957 kam es zu einer Zusammenarbeit mit Nissan. Daraufhin änderte sich 1960 die Firmierung in Yulon Motor Co. Ltd. In den 1970er Jahren entstanden jährlich rund 5000 Fahrzeuge. Seit 2000 gibt es eine Zusammenarbeit mit Renault. Die Verbindung mit Nissan wurde am 20. Mai 2003 in das separate Unternehmen Yulon-Nissan Motor überführt.
2005 kam es mit General Motors zur Gründung von Yulon-GM Motors mit Sitz in Neu-Taipeh.
Yulon Motor befindet sich in Xihu bei Sanyi im Landkreis Miaoli und wurde Ende 2015 von Kenneth K. T. Yen geleitet.

## Markennamen
Der Markenname lautete zunächst YLN und von 1993 bis 1997 Yulon. Ab 1997 wurden die Fahrzeuge als Nissan vermarktet.
2009 wurden die neuen Marken Luxgen und Tobe eingeführt.

## Exporte
1983 begann der Export in den Mittleren Osten und in Staaten der Karibik. Der Export in die Niederlande in den 1990er Jahren blieb mit 23 verkauften Fahrzeugen sehr gering. Seit 1999 werden Fahrzeuge nach Südostasien und ab 2000 in die Volksrepublik China exportiert. Im Juni 2020 verkündete das Unternehmen den Export nach China einzustellen.

## Fahrzeuge

### Markennamen YLN und Yulon
Im Oktober 1956 wurde der Öffentlichkeit das erste Fahrzeug präsentiert. Dies war ein Geländewagen. Er entstand nach einer Lizenz von Kaiser-Frazer und basierte auf dem Willys MB. Die Serienmodelle wurden YLN YL 1 und YLN YL 2 genannt.
Im März 1960 erschien mit dem YLN 701 der erste Personenkraftwagen. Diese Limousine war die Lizenzausgabe des Datsun Bluebird. Der Vierzylindermotor hatte 1200 cm³ Hubraum.
Der YLN 704 von 1962 entsprach dem Datsun Sunny und der YLN 705 erneut dem Bluebird.
1964 folgte mit dem YLN 801 ein Modell, das dem Datsun Cedric mit Panorama-Windschutzscheibe entsprach.
1984 bestand das Angebot aus YLN 311 (Nissan Sunny), YLN 721 (Nissan Stanza) und YLN 807 (Nissan Cedric).
Im Oktober 1986 wurde das erste selbst entworfene Modell Feeling 101 präsentiert. Bei dieser viertürigen Stufenhecklimousine wurden Teile vom Nissan Stanza verwendet.
Verschiedene Motoren mit wahlweise 1600 cm³ Hubraum oder 1800 cm³ Hubraum trieben die Vorderräder an.
Im Dezember 1990 folgte der New Sentra.
1991 wurde der Feeling 101 zum Feeling 102 überarbeitet, und 1993 zum Jing-Bing.
Nachstehend eine Auflistung von Modellen, die nicht komplett ist.
| Modell          | Von  | Bis  | Länge | Breite | Höhe | Radstand | Zylinder       | Hubraum (cm³)  | Leistung (PS) | Quelle |
| --------------- | ---- | ---- | ----- | ------ | ---- | -------- | -------------- | -------------- | ------------- | ------ |
| YLN 704         | 1962 | 1963 | 391   | 150    | 146  | 228      | 4              | 1189           | 52            | [ 10 ] |
| YLN 705         | 1963 | 1968 | 400   | 149    | 142  | 238      | 4              | 1189 1299      | 52 58         | [ 11 ] |
| YLN 801         | 1964 | 1973 | 468   | 169    | 146  | 269      | 4              | 1982           | 91            | [ 12 ] |
| YLN 706         | 1969 | 1974 | 407   | 156    | 143  | 242      | 4              | 1299           | 62            | [ 13 ] |
| YLN 707         | 1974 | 1979 | 412   | 158    | 140  | 245      | 4              | 1483 1567      | 72 75         | [ 14 ] |
| YLN 803         | 1976 | 1980 | 469   | 169    | 144  | 269      | 4 6 4 (Diesel) | 1982 2393 2164 | 91 113 66     | [ 15 ] |
| YLN 902         | 1979 | 1983 | 453   | 169    | 141  | 267      | 6              | 1998           | 115           | [ 16 ] |
| YLN 711         | 1980 | 1981 | 425   | 160    | 139  | 240      | 4              | 1397           | 76            | [ 17 ] |
| YLN 807         | 1982 | 1985 | 481   | 171    | 140  | 269      | 6              | 2393           | 113 125       | [ 18 ] |
| YLN 721         | 1982 | 1987 | 428   | 165    | 139  | 247      | 4              | 1598           | 81            | [ 19 ] |
| YLN 311         | 1983 | 1986 | 413   | 162    | 139  | 240      | 4              | 1270 1487      | 60 70         | [ 20 ] |
| YLN 921         | 1984 | 1988 | 450   | 170    | 140  | 255      | 4              | 1973           | 105           | [ 21 ] |
| YLN Feeling 101 | 1986 | 1989 | 446   | 168    | 138  | 247      | 4              | 1598 1809      | 88 98         | [ 22 ] |
| Yulon Arex      | 1993 | 1995 |       |        |      |          | 4              | 1796           | 103           | [ 23 ] |
| Yulon Yulon     | 1993 | 1998 | 446   | 168    | 138  | 247      | 4              | 1796           | 103           | [ 24 ] |

### Markenname Nissan
Im März 1993 erschien der March, der dem Nissan Micra entsprach.
Im Februar 1996 folgte der Cefiro und im Oktober 1997 der Verita.
Mit dem Udtrack erschien im November 1999 der erste Lastkraftwagen.
Im Juni 2000 folgte der Sentra 180.

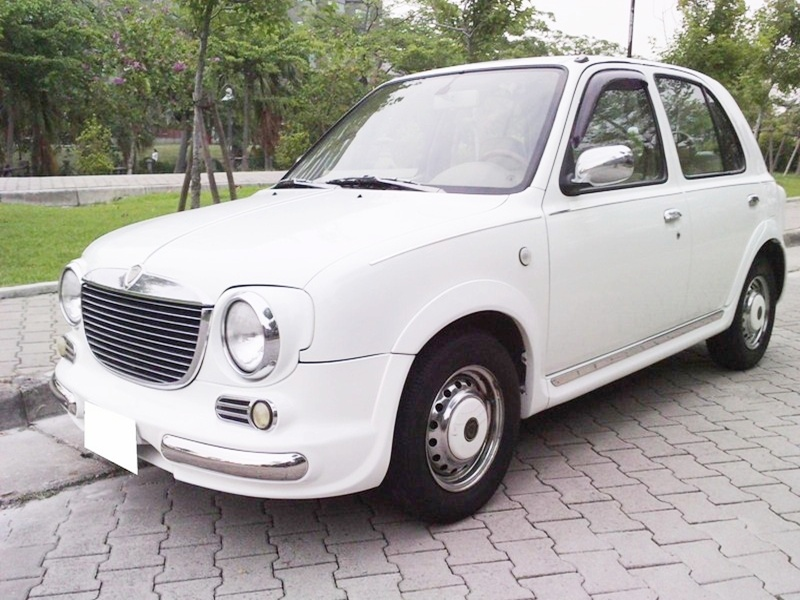
Nissan Verita

### Markenname Luxgen
Luxgen, kurz für Luxus und Genialität, wurde als Luxusmarke eingeführt. 2011 wurde der Prototyp Neora auf der Auto Shanghai präsentiert.
Anfang 2018 standen die Modelle S3 und S5 als Limousine, U5, U6 und U7 als SUV, M7 und V7 als Van und M7 EV mit Elektromotor im Angebot.

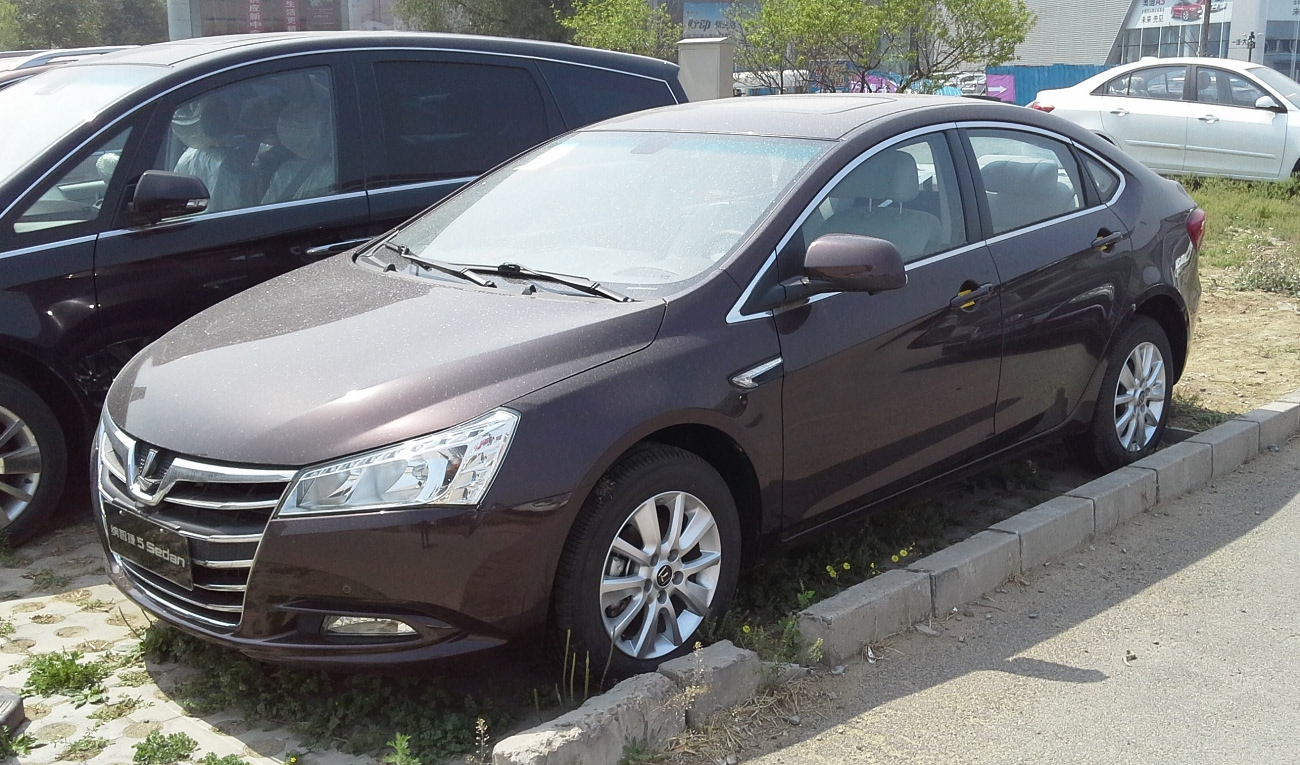
Luxgen 5
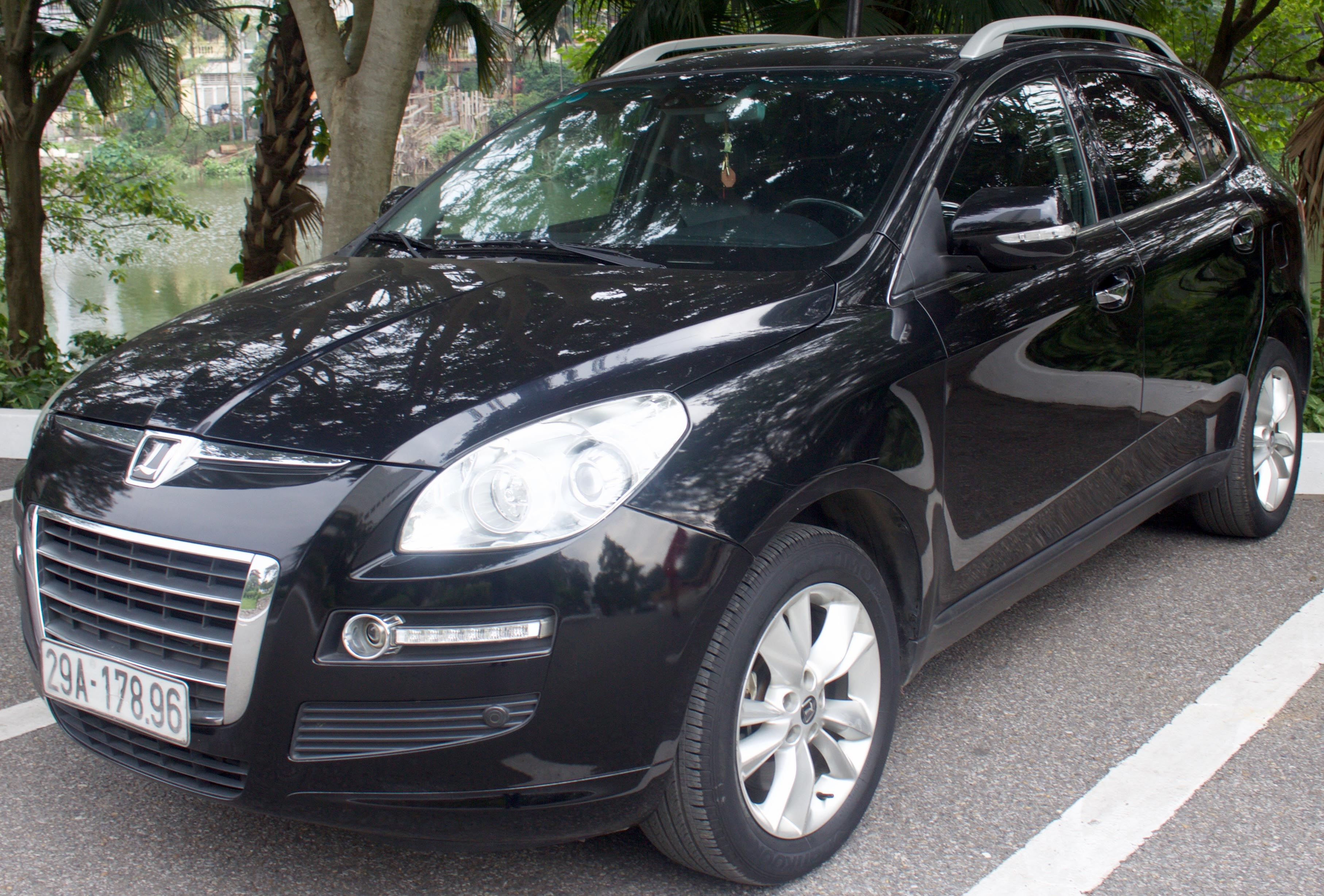
Luxgen 7 SUV
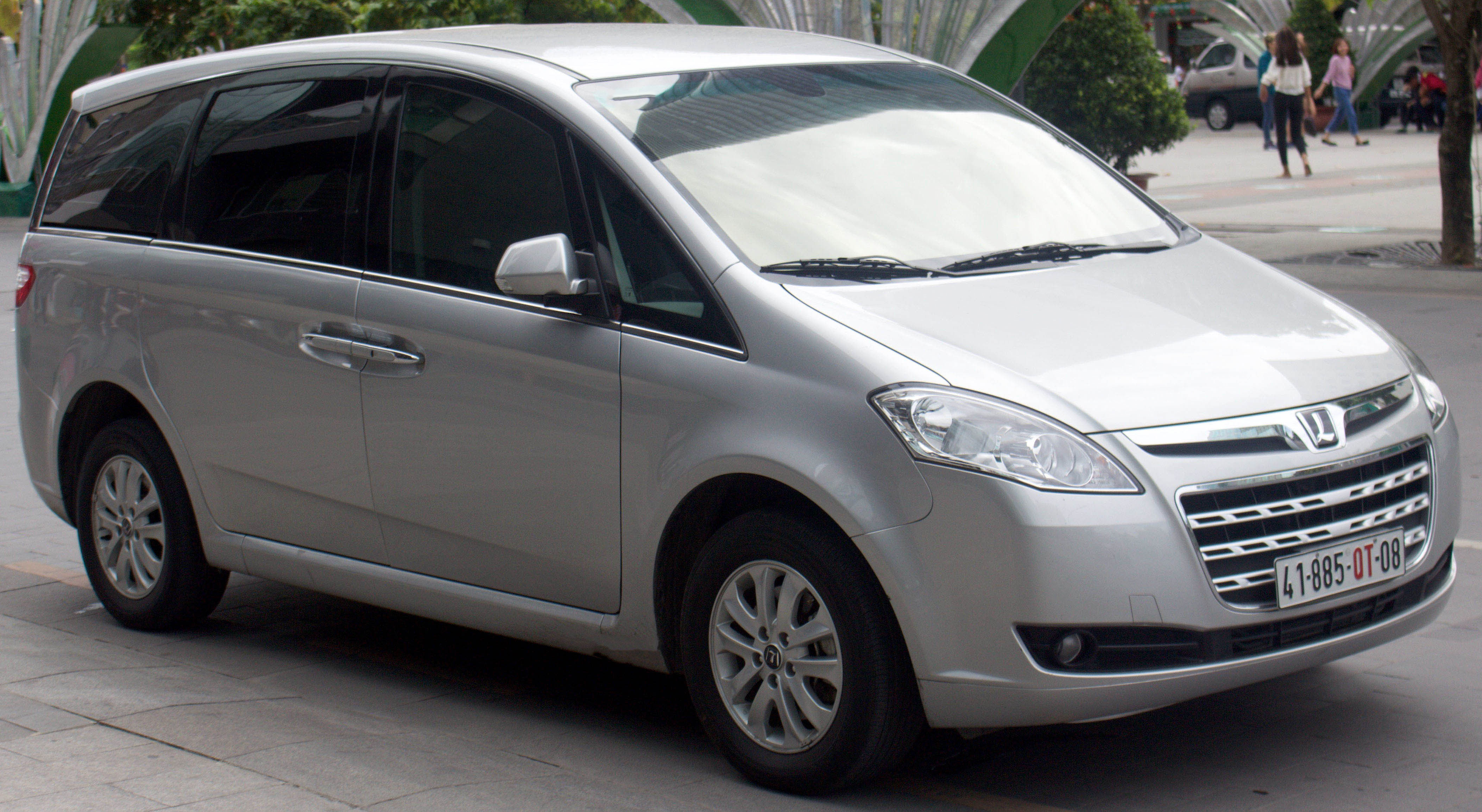
Luxgen 7 MPV

### Markenname Tobe
Diese Marke wurde 2009 für Kleinwagen eingeführt. Als erstes Modell erschien der Tobe M'car. Er ähnelt zwar dem Toyota Aygo, basiert aber auf einem Nissan. Ende 2015 erwähnte Yulon die Marke allerdings nicht mehr auf ihrer Internetseite.

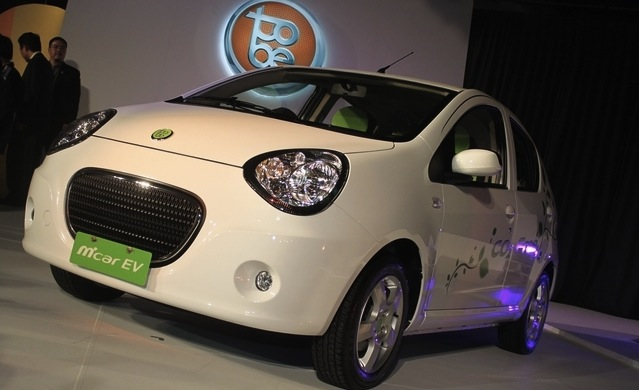
Tobe M'car
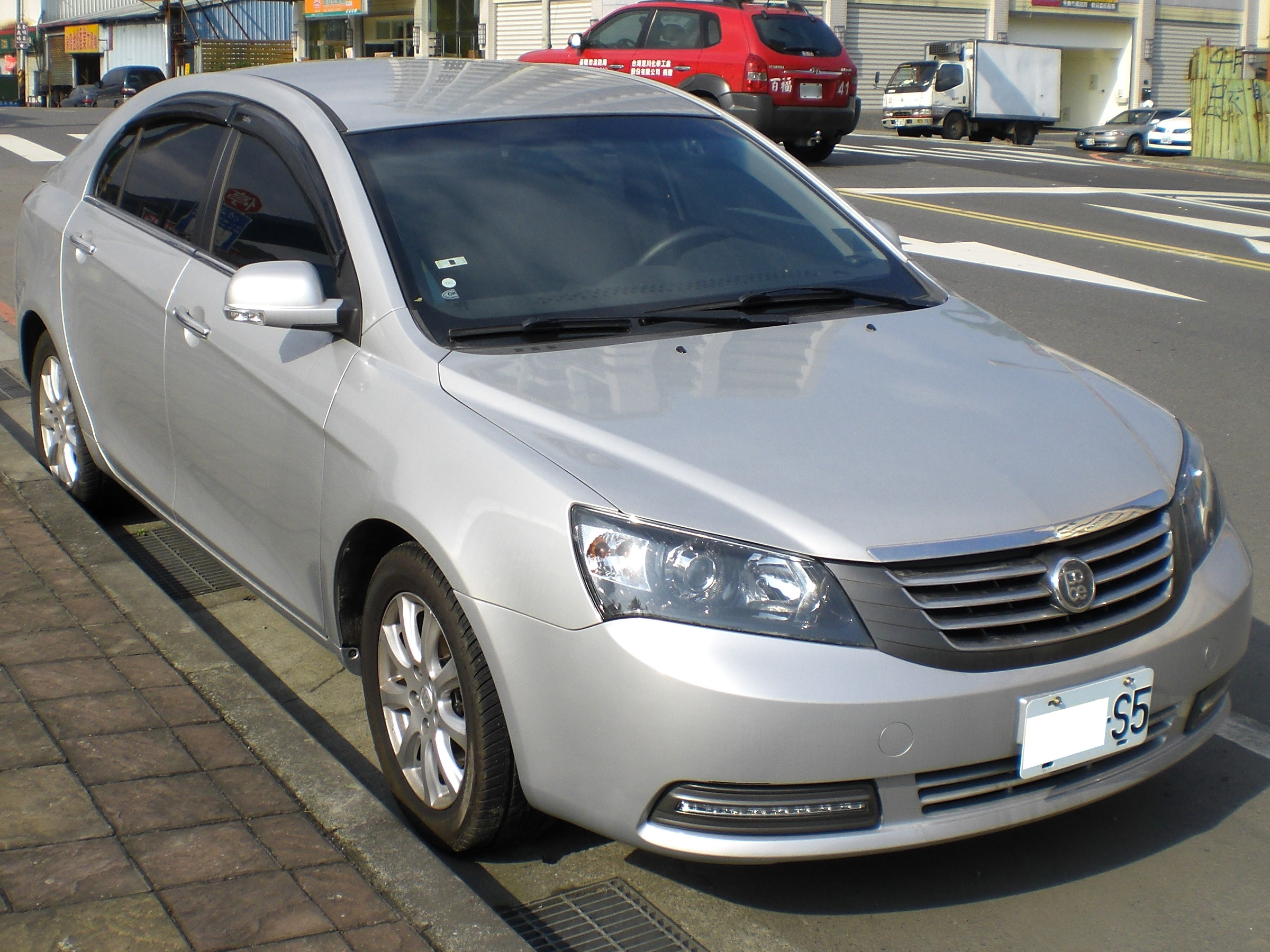
Tobe M’Way